# Prima Lega 1948-1949 (Egitto)
La Prima Lega egiziana 1948-1949 è stata la 1ª edizione della massima competizione calcistica egiziana. La stagione è iniziata il 22 ottobre 1948 e si è conclusa nel 1949 in una data non nota. A vincere il titolo è stato l'Al-Ahly, divenuto la prima squadra a vincere il campionato.

## Stagione

### Formula
Le 11 squadre partecipanti si affrontano due volte in un girone di andata e uno di ritorno per un totale di 20 giornate. A causa del numero dispari di partecipanti, ogni giornata vede una squadra non scendere in campo.

## Squadre partecipanti
- Al-Ahly
- Al-Ittihad Alessandria
- Al-Masry
- El-Olympi
- Al-Sekka Al-Hadid
- Al Teram

- Farouk
- Ismaily
- Port Fouad
- Tersana
- Younan

## Classifica finale
|                   | Pos. | Squadra                | Pt | G  | V  | N | P  | GF | GS | DR  |
| ----------------- | ---- | ---------------------- | -- | -- | -- | - | -- | -- | -- | --- |
| Egitto (bandiera) | 1.   | Al-Ahly                | 29 | 20 | 13 | 3 | 4  | 48 | 21 | +27 |
|                   | 2.   | Tersana                | 25 | 20 | 10 | 5 | 5  | 30 | 22 | +8  |
|                   | 3.   | Ismaily                | 25 | 20 | 10 | 5 | 5  | 25 | 23 | +2  |
|                   | 4.   | Al-Masry               | 23 | 20 | 8  | 7 | 5  | 30 | 28 | +2  |
|                   | 5.   | Farouk                 | 23 | 20 | 9  | 5 | 6  | 26 | 22 | +4  |
|                   | 6.   | Al-Ittihad Alessandria | 22 | 20 | 10 | 2 | 8  | 42 | 32 | +10 |
|                   | 7.   | El-Olympi              | 19 | 20 | 6  | 7 | 7  | 24 | 29 | -5  |
|                   | 8.   | Al-Sekka Al-Hadid      | 18 | 20 | 7  | 4 | 9  | 32 | 36 | -4  |
|                   | 9.   | Younan                 | 17 | 20 | 5  | 7 | 8  | 20 | 30 | -10 |
|                   | 10.  | Al Teram               | 10 | 20 | 2  | 6 | 12 | 20 | 34 | -14 |
|                   | 11.  | Port Fouad             | 9  | 20 | 3  | 3 | 14 | 13 | 33 | -20 |